# Beatriz de Bobadilla (La Cazadora)
Beatriz de Bobadilla (* zwischen 1457 und 1465 in Medina del Campo, Spanien; † November 1504) war Herrin der zu Spanien gehörenden Kanarischen Inseln La Gomera und El Hierro.

## Personen mit dem Namen Beatriz de Bobadilla
Es gab mindestens drei Personen in der Familie, die den Vornamen Beatriz führten:
1. Beatriz de Bobadilla, Marquesa de Moya (1440–1511). Sie war Hofdame und Vertraute der Königin Isabella I. (Kastilien). Sie war die Cousine von Juan de Bobadilla, des Vaters von
2. Beatriz de Bobadilla (La Cazadora)
3. Eine weitere Person mit dem Namen Beatriz de Bobadilla war eine Nichte der Beatriz de Bobadilla (Marquesa de Moya). Sie befand sich 1496 im Gefolge der damaligen Infantin Johanna, der späteren Königin Johanna (der Wahnsinnigen).[2]

## Herkunft und Zeit am Hof von Kastilien
Beatriz de Bobadilla war die Tochter von Leonor Alvarez de Vadillo und Juan de Bobadilla, des Hofjägers des Königs. Das Amt ihres Vaters (Jäger, spanisch = Cazador) führte zum Beinamen La Cazadora, um sie von ihrer Verwandten Beatriz de Bobadilla, der Marquesa de Moya, zu unterscheiden. Mitglieder ihrer Familie waren seit Generationen im Dienst der Krone von Kastilien tätig. Sie selbst wurde vermutlich 1479 Zofe im Gefolge der Königin Isabella I. (Kastilien). Aufgrund ihres Alters und ihres Personenstands konnte sie noch nicht, wie ihre gleichnamige Verwandte, Beatriz de Bobadilla, Marquesa de Moya, Ehrendame der Königin sein. Ihr wurden verschiedene Liebschaften nachgesagt, insbesondere auch mit König Ferdinand. Der größte Teil der Behauptungen wurden allerdings erst nach ihrem Tod aufgestellt. Verlässliche Quellen dafür scheinen nicht vorzuliegen.

## Hernán Peraza
Hernán Peraza war der zweite Sohn von Diego de Herrera und Inés Peraza de las Casas, der Erbin der Herrschaft über die Inseln Lanzarote, Fuerteventura, La Gomera und El Hierro, mit dem Recht, alle Kanarischen Inseln zu erobern und im Namen der Krone von Kastilien zu beherrschen. Seine Eltern hatten Hernán Peraza 1478 die Herrschaft über die Insel La Gomera übertragen. Als der ehemalige Gouverneur der Insel Gran Canaria, Juan Rejón, trotz einer Anweisung der Katholischen Könige an alle potentiellen Eroberer der Inseln Gran Canaria, La Palma und Teneriffa die Inseln unter der Herrschaft der Familie Peraza nicht zu betreten, auf der Insel La Gomera erschien, wurde er nach einem Streit von Hernán Peraza oder durch dessen Leute getötet. Der Hof sendete nach Anhörung der Klage der Witwe des Juan Rejon, Elvira de Sotomayor, einen Untersuchungsrichter nach La Gomera. Dieser ließ Hernán Peraza zum königlichen Gericht auf das Festland bringen.
Es gibt keine Gerichtsakten zu dem Fall, über den die Katholischen Könige offenbar selbst entschieden haben. Hernán Peraza wurde mit Auflagen freigesprochen, weil die Schuld nicht offensichtlich erschien, weil die Witwe des Getöteten ihm vergeben hatte und weil sich viele bedeutende Personen (insbesondere aus seiner Verwandtschaft) für ihn einsetzten. Auflagen für den Freispruch waren, dass Hernan Peraza nach Gomera zurückkehren und mit einer Anzahl eigener Soldaten an der Eroberung Gran Canarias bis zur Beendigung teilnehmen sollte. Hernan Peraza hatte bereits zuvor mit seinen Leuten an der Eroberung Gran Canarias teilgenommen und beispielsweise den Angriff auf Tirajana persönlich angeführt.
Einer weiteren Auflage wird von einigen Historikern große Bedeutung beigemessen: Er sollte Beatriz de Bobadilla heiraten. Unter der Schirmherrschaft der Königin wurde zwischen dem Angeklagten und Beatriz de Bobadilla eine Heirat arrangiert. Verschiedene Historiker glauben, dass die Königin diese Hochzeit verlangte, weil sie die Gefahr oder auch das tatsächliche Vorhandensein einer Affäre zwischen Beatriz de Bobadilla und König Ferdinand vermutete. Wie in solchen Fällen üblich, organisierten die Eltern bzw. Verwandten der Brautleute die Hochzeit. Die Königin versorgte sie aber, wie das üblich war, wenn eine Person aus ihrem Hofstaat heiratete, mit einer materiellen Unterstützung, in diesem Fall mit 500.000 Maravedí. Außerdem schenkte die Königin der Braut das Landgut Mairenilla auf dem Hochplateau von Sevilla. Es wird angenommen, dass diese Schenkungen auch auf den Einfluss der Beraterin und Freundin der Königin Beatriz de Bobadilla, der Marquesa de Moya, der oben genannten Verwandten von Beatriz de Bobadilla (La Cazadora), zurückzuführen sind.
Anfang des Jahres 1483 fuhr das verheiratete Paar nach Lanzarote, um die Braut den Eltern des Bräutigams vorzustellen. Von dort kehrte Hernán Peraza nach Gomera zurück, um von da aus mit 80 Leuten auf Gran Canaria an der weiteren Eroberung der Insel teilzunehmen. Auch der Vater Hernán Perazas, Diego de Herrera, schickte von Lanzarote aus 150 Mann und zwölf Pferde, die unter dem Befehl seines Sohnes an den Kämpfen teilnahmen. Da in diesem Jahr die Eroberung der Insel aber bereits weitgehend abgeschlossen war, kamen die Truppen kaum zum Einsatz, so dass Hernán Peraza noch 1483 nach La Gomera zurückkehren konnte.

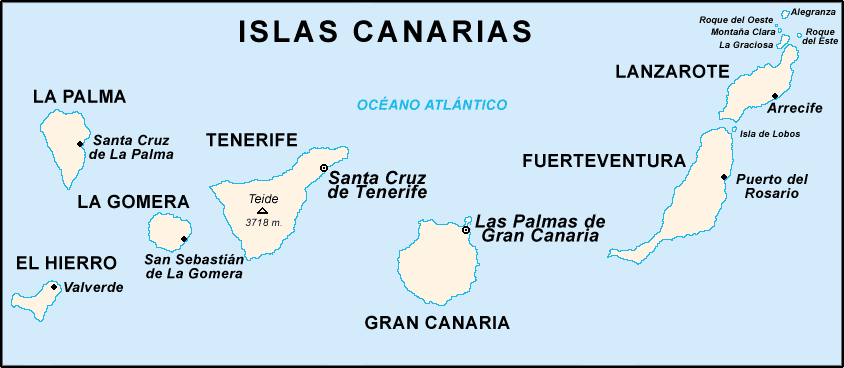
Die Kanarischen Inseln

Die Krone von Kastilien hatte das Recht der Familie Peraza, alle Kanarischen Inseln zu erobern und zu beherrschen, zurückgenommen. Für diesen Verlust an Rechten, der die Inseln Gran Canaria, La Palma und Teneriffa betraf, wurde im Jahr 1483 von der Krone Kastiliens eine Abfindung gezahlt. Nach dem Tod von Diego de Herrera übertrug Inés de Peraza am 28. Juni 1485 nach dem Herrschaftsrecht über La Gomera auch das Herrschaftsrecht über El Hierro auf ihren zweiten Sohn Hernán Peraza. (Der erste Sohn Pedro wurde, nachdem er für den Mord an seiner Frau Antonia de Ribera verurteilt worden war, enterbt). Hernán Peraza übte nun die Herrschaft über die zwei westlichen und seine Mutter weiterhin die Herrschaft über die zwei östlichen Kanarischen Inseln aus.
Vermutlich im Jahr 1484 brachte Beatriz de Bobadilla eine Tochter, Inés, und im Jahr 1488 einen Sohn, Guillen, zur Welt.
Bereits seit dem Jahr 1477 gab es wiederholt Beschwerden am Hof von Kastilien über die Behandlung der Ureinwohner der Kanarischen Inseln, allgemein Guanchen genannt, durch die Herrscher aus dem Haus Peraza. Daraufhin stellte die Königin klar, dass grundsätzlich kein getaufter und sich zum Christentum bekennender Kanarier als Sklave verkauft werden durfte. Gegen dieses Verbot verstieß Hernán Peraza offenbar häufig mit der Begründung, dass es sich bei diesen als Sklaven verkauften Personen um Aufständische handele, die sich nicht an die christlichen Werte hielten und gegen die Krone rebelliert hätten. 1484 wies ein königlicher Erlass die Einwohner von La Gomera noch einmal darauf hin, dass sie ihren rechtmäßigen Herren zum Gehorsam verpflichtet seien. Als Auftakt zu einem geplanten Aufstand wurde Hernán Peraza am 20. November 1488 während eines Besuches bei seiner Geliebten, einer zu den Ureinwohnern der Insel gehörenden Frau, getötet. Beatriz de Bobadilla flüchtete sich mit ihren Kindern in die Torre del Conde und bat den Gouverneur von Gran Canaria, Pedro de Vera, um Hilfe. Dieser stellte fest, dass die Einwohner der einheimischen Fürstentümer Orone und Anaga für den Tod von Hernán Peraza verantwortliche seien. Er tötete einen großen Teil der Bevölkerung bzw. verschleppte sie als Sklaven.
Ein königlicher Erlass vom 4. März 1489 setzte Beatriz de Bobadilla nach dem Tod ihres Ehemannes Hernán Peraza als Vormund ihrer Kinder zur Herrin von La Gomera und El Hierro ein. Als solche regierte sie bis zu ihrem Tod 1504, als ihr Sohn 16 Jahre alt war.

## Christoph Kolumbus
Auch mit Kolumbus wird Beatriz de Bobadilla eine Affaire nachgesagt. Kolumbus wollte bei seiner ersten Reise nach Westen vom damals westlichsten Punkt der bekannten Welt, der Insel El Hierro, ausgehen. Da die Infrastruktur von El Hierro nicht besonders ausgeprägt war, drängte sich La Gomera, die nächste Insel, die noch im Machtbereich der Königin Isabella lag, auf, um dort notwendige Veränderungen und Reparaturen an den Schiffen vorzunehmen sowie Wasser und Lebensmittel an Bord zu nehmen. Beatriz de Bobadilla befand sich zu dieser Zeit vermutlich nicht auf der Insel, sondern auf dem Weg nach Spanien. Auf seiner zweiten Reise hielt Kolumbus sich sechs Tage auf Gomera auf, um dort außer der üblichen Verpflegung und Wasser auch Samen und Haustiere aufzunehmen. Über den Aufenthalt berichtet ein Mitreisender, dass die Herrin der Insel, Beatriz de Bobadilla (La Cazadora), einen glänzenden Empfang für Kolumbus ausgerichtet habe. Als Kolumbus auf seiner dritten Reise auf La Gomera anlegte, befand sich Alonso Fernández de Lugo gerade in San Sebastián de La Gomera, um seine Hochzeit mit Beatriz de Bobadilla vorzubereiten. Ein amouröses Abenteuer der Braut erscheint da eher unwahrscheinlich.

## Alonso Fernández de Lugo
Im Jahr 1498 heiratete Beatriz de Bobadilla Alonso Fernández de Lugo, der zu dieser Zeit von Isabella I. zum Gouverneur der Inseln La Palma und Teneriffa auf Lebenszeit ernannt worden war. Die Hochzeit wird von Historikern nicht als eine wirkliche Liebesheirat angesehen, da beide Partner sehr unterschiedlich waren. Die eigentlichen Gründe könnten eher die Macht, das Geld und die gesellschaftliche Stellung gewesen sein. Beatriz de Bobadilla erhoffte sich durch die Heirat eine Unterstützung in ihrem Streit gegen die Familie ihres verstorbenen Mannes.
Nach seinem ersten gescheiterten Versuch Teneriffa zu erobern, hatte Beatriz de Bobadilla Alonso Fernández de Lugo 1495 auf die Bitte der Königin bei seinem Vorhaben unterstützt, eine neue Truppe zur Eroberung der Insel zu finanzieren. Die Königin wies damals darauf hin, dass sie so handeln sollte, nicht um Alonso Fernández de Lugo einen Gefallen zu tun, sondern um an der Verteilung des Gewinns teilzunehmen.
Nach ihrer zweiten Heirat bis zu ihrer letzten Reise nach Spanien im Jahr 1502 lebte Beatriz de Bobadilla in San Cristóbal de La Laguna im Haus ihres Ehemannes. Die Regierungsgeschäfte auf La Gomera übergab sie dem Richter Hernán Muñoz. Sie nahm offenbar kaum am öffentlichen Leben von La Laguna teil. Alonso Fernández de Lugo ernannte sie aber verschiedentlich zu seiner Stellvertreterin, so auch als er zu einem Feldzug zur afrikanischen Küste aufbrach.
Seit dem Tod des ersten Mannes von Beatriz de Bobadilla, Hernán Peraza, versuchte Inés de Peraza, die Erbin der Herrschaft über die Kanarischen Inseln, die Schwiegermutter von Beatriz de Bobadilla, die Übertragung der Herrschaftsrechte über La Gomera und El Hierro und des Grundbesitzes auf diesen Inseln an ihren Sohn rückgängig zu machen, um zu verhindern, dass Beatriz de Bobadilla als Vertreterin ihrer Kinder darüber verfügen könnte. Auch nach dem Tod von Inés de Peraza im März 1503 in Sevilla gingen die Auseinandersetzungen vor Gerichten auf dem Festland weiter. Alternativ zur Rückabwicklung der Rechte erhob Inés de Peraza auch die Forderung, an Stelle von Beatriz de Bobadilla die rechtliche Vertretung ihrer Enkelkinder zu erlangen. Zur Begründung dieser Forderung versuchte Inés de Peraza, das Vertrauen in die Seriosität von Beatriz de Bobadilla zu erschüttern. Auf diese Maßnahmen wird der schlechte Ruf, den Beatriz de Bobadilla nach ihrem Tod in der Öffentlichkeit hatte und bis heute hat, zurückgeführt. Im Jahr 1503 erschien Beatriz de Bobadilla vor dem königlichen Gericht, um die Ansprüche ihrer Kinder persönlich zu vertreten.
Beatriz de Bobadilla starb im November 1504 in Medina del Campo. Ihr Sohn Guillen de Peraza de Ayala Herrera y Bobadilla übernahm nach ihrem Tod als erster Graf von La Gomera und Herr von El Hierro die Herrschaft über die zwei westlichsten Kanarischen Inseln.